# Бетельгейзе (альбом)
«Бетельгейзе» — шостий студійний альбом українського гурту «Табула Раса», виданий у 1998 році. 
Спочатку вийшов на касеті, але у 2000 році перевидан на компакт-диску.

## Композиції
1. Голоса Амстердама
2. I Love You
3. Рандеву на Бетельгейзе
4. Булочка Ташкента
5. Море в яблоках
6. Мечта в конверте
7. Дождь
8. К тебе
9. Help Me
10. В большом Peugeot
11. N12

Слова та музика — Олег Лапоногов

## Над альбомом працювали
Табула Раса
- Олег Лапоногов — гітара, вокал
- Сергій Міщенко — клавішні
- Олександр Кіктев — бас-гітара
- Едуард Коссе — ударні, вокал

Запрошені музиканти
- Олексій Олександров — флейта (8)
- Михайло Олексієв — гітара (2, 9, 10)
- Роман Суржа — гітара (6)

Технічна інформація
- Запис альбому — студія «Аркадія»
- Звукорежисер — Дмитро іваней
- Премастеринг — Аркадій Віхорев
- Менеджмент: продюсер — Віталій Клімов, менеджер — Тарас Гавриляк
- Дизайн — Юрій Тугушев